# Fred Davis (jogador de snooker)
Fred Davis OBE (Chesterfield, Derbyshire, 14 de agosto de 1913 – Denbighshire, Clwyd, 16 de abril de 1998) foi um jogador inglês de snooker e bilhar inglês que foi oito vezes campeão mundial de snooker profissional (1948–1949, 1951–1956) e duas vezes campeão mundial de bilhar (1980). Davis deu continuidade à tradição de seu renomado irmão mais velho, Joe Davis, que foi quinze vezes campeão mundial de snooker (1927–1940, 1946); foram os únicos irmãos a vencerem os campeonatos mundiais de snooker e bilhar inglês, e Fred é o segundo na lista dos que detêm mais títulos de campeonatos mundiais de snooker, atrás apenas de Joe.
Fred fez seu nome inicialmente como jogador de bilhar, tornando-se campeão nacional sub-16, seguido pelo título mundial de juniores. Ele competiu pela primeira vez no campeonato mundial de snooker em 1937 e chegou à final três anos depois, perdendo para Joe por 36–37. A partir de 1947, Davis disputou cinco finais consecutivas contra o jogador escocês Walter Donaldson, vencendo três. Quando o torneio se fundiu com o World Professional Match-play Championship em 1952, Davis ganhou mais cinco campeonatos, derrotando Donaldson três vezes e o compatriota John Pulman em duas. De maneira incrível, Fred Davis chegou às semifinais do Campeonato Mundial de Snooker de 1978 aos 64 anos de idade. Davis venceu o Campeonato Mundial de Bilhar duas vezes no mesmo ano, 1980, a segunda vez aos 67 anos.
Quando finalmente pendurou o taco em 1993, Fred Davis, o irmão mais novo do "Sultão do Snooker" Joe Davis, tinha 79 anos, e era o esportista profissional mais velho em atividade no mundo na época. Por longos períodos ofuscado pelas façanhas de Joe, ele foi de fato o único jogador a duelar com seu irmão mais velho em igualdade de condições.